# Dendrobium acutifolium
Dendrobium acutifolium är en orkidéart som beskrevs av Henry Nicholas Ridley. Dendrobium acutifolium ingår i släktet Dendrobium, och familjen orkidéer.
Artens utbredningsområde är Sumatera. Inga underarter finns listade i Catalogue of Life.